# Булзешти (Долж)
Булзешти (рум. Bulzeşti) насеље је у Румунији у округу Долж у општини Булзешти. Oпштина се налази на надморској висини од 223 m.

## Становништво
Према подацима из 2002. године у насељу је живело 1949 становника, од којих су сви румунске националности.

### Хронологија
| Година       | 1992 | 1993 | 1994 | 1995 | 1996 | 1997 | 1998 | 1999 | 2000 | 2001 | 2002 | 2003 | 2004 | 2005 | 2006 | 2007 | 2008 | 2009 | 2010 | 2011 | 2012 | 2013 | 2014 | 2015 | 2016 | 2017 |
| ------------ | ---- | ---- | ---- | ---- | ---- | ---- | ---- | ---- | ---- | ---- | ---- | ---- | ---- | ---- | ---- | ---- | ---- | ---- | ---- | ---- | ---- | ---- | ---- | ---- | ---- | ---- |
| Становништво | 2138 | 2102 | 2071 | 2035 | 2018 | 1979 | 1941 | 1894 | 1850 | 1801 | 1747 | 1711 | 1698 | 1646 | 1639 | 1632 | 1590 | 1557 | 1543 | 1533 | 1503 | 1467 | 1438 | 1422 | 1407 | 1395 |